# Integro A/S
Integro A/S var et dansk jobaktiveringsfirma med hovedkontor i Hjørring, der samarbejdede med 19 danske kommuner, primært i Nordjylland og Hovedstadsområdet. Firmaet blev etableret i 1994, og beskæftigede 100 medarbejdere fordelt på 16 afdelinger. Integro A/S blev taget under konkursbehandling ved Retten i Hjørring d. 16. januar 2014. Medarbejderne blev siden overtaget af virksomheden Ramsdal Gruppen A/S, og Integro fortsatte som en afdelingen inden for denne. 
Integro blev kendt i forbindelse med bloggen www.dagpengeland.dk, hvor firmaets metoder for at aktivere unge arbejdsløse akademikere blev beskrevet i detaljer. Beskrivelser, der i hovedtræk udstillede firmaet som inkompetent. Bloggen blev senere udgivet som bog hos Gyldendal og opsat som teater på Holbæk Teater.